# Carles Ferran d'Àustria
Carles Ferran d'Àustria, arxiduc d'Àustria (Viena 1818 - Groß-Seelowitz (Moràvia) 1874). Arxiduc d'Àustria i príncep d'Hongria i de Bohèmia de la branca ducal dels Teschen. Carles Ferran tenia el doble tractament d'altesa imperial i reial.
Nascut a Viena el dia 29 de juliol de l'any 1818, era fill de l'arxiduc Carles Lluís d'Àustria i de la princesa Enriqueta de Nassau-Weilburg. Carles Ferran era net per via paterna de l'emperador Leopold II, emperador romanogermànic i de la infanta Maria Lluïsa d'Espanya; mentre que per via materna ho era del príncep sobirà Frederic Guillem de Nassau-Weilburg i de l'aristòcrata alemanya Lluïsa von Kirchberg.
El dia 18 d'abril de 1854 contragué matrimoni a Viena amb l'arxiduquessa Elisabet d'Àustria, fill de l'arxiduc Josep Antoni d'Àustria i de la duquessa Maria Dorotea de Württemberg. Elisabet havia estat casada amb l'arxiduc Ferran d'Àustria-Este. La parella tingué cinc fills:
- SAIR l'arxiduc Francesc Josep d'Àustria, nat a Groß-Seelowitz el 1855 i mort el mateix any a la mateixa localitat txeca.

- SAIR l'arxiduc Frederic d'Àustria, nat a Groß-Seelowitz el 1856 i mort a Ungarisch-Altenburg el 1936. Es casà a L'Hermitage (Bèlgica) amb la princesa Isabel de Croy.

- SAIR l'arxiduquessa Maria Cristina d'Àustria, nad a Groß-Seelowitz el 1858 i morta a Madrid el 1929. Es casà amb el rei Alfons XII d'Espanya.

- SAIR l'arxiduc Carles Esteve d'Àustria, nat a Groß-Seelowitz el 1860 i mort a Zywiec el 1933. Es casà amb l'arxiduquessa Maria Teresa d'Àustria.

- SAIR l'arxiduc Eugeni d'Àustria, nat a Groß-Seelowitz el 1863 i mort a Merano el 1954.

- SAIR l'arxiduquessa Elionor d'Àustria, nada a Groß-Seelowitz el 1864 i morta quinze dies després a la mateixa localitat txeca.

Carles Ferran morí a Moràvia a l'edat de 56 anys. Carles Ferran esdevingué l'avi del rei Alfons XIII d'Espanya i ancestre del present rei espanyol.